# Giang Kiến Tằng
Giang Kiến Tằng (tiếng Trung: 江建曾; sinh tháng 1 năm 1949) là một trung tướng Không quân Quân Giải phóng Nhân dân Trung Quốc (PLAAF). Ông từng là Tư lệnh Lực lượng Không quân Quân khu Nam Kinh và Lực lượng Không quân Quân khu Bắc Kinh.

## Tiểu sử
Giang Kiến Tằng sinh vào tháng 1 năm 1949 tại Hồng An, tỉnh Hồ Bắc. Ông là con trai của Thiếu tướng Giang Ba (江波), từng là Phó chính ủy Quân khu Thiểm Tây.
Ông là đại biểu của Đại hội đại biểu Nhân dân toàn quốc lần thứ XI.